# Jumpstyle

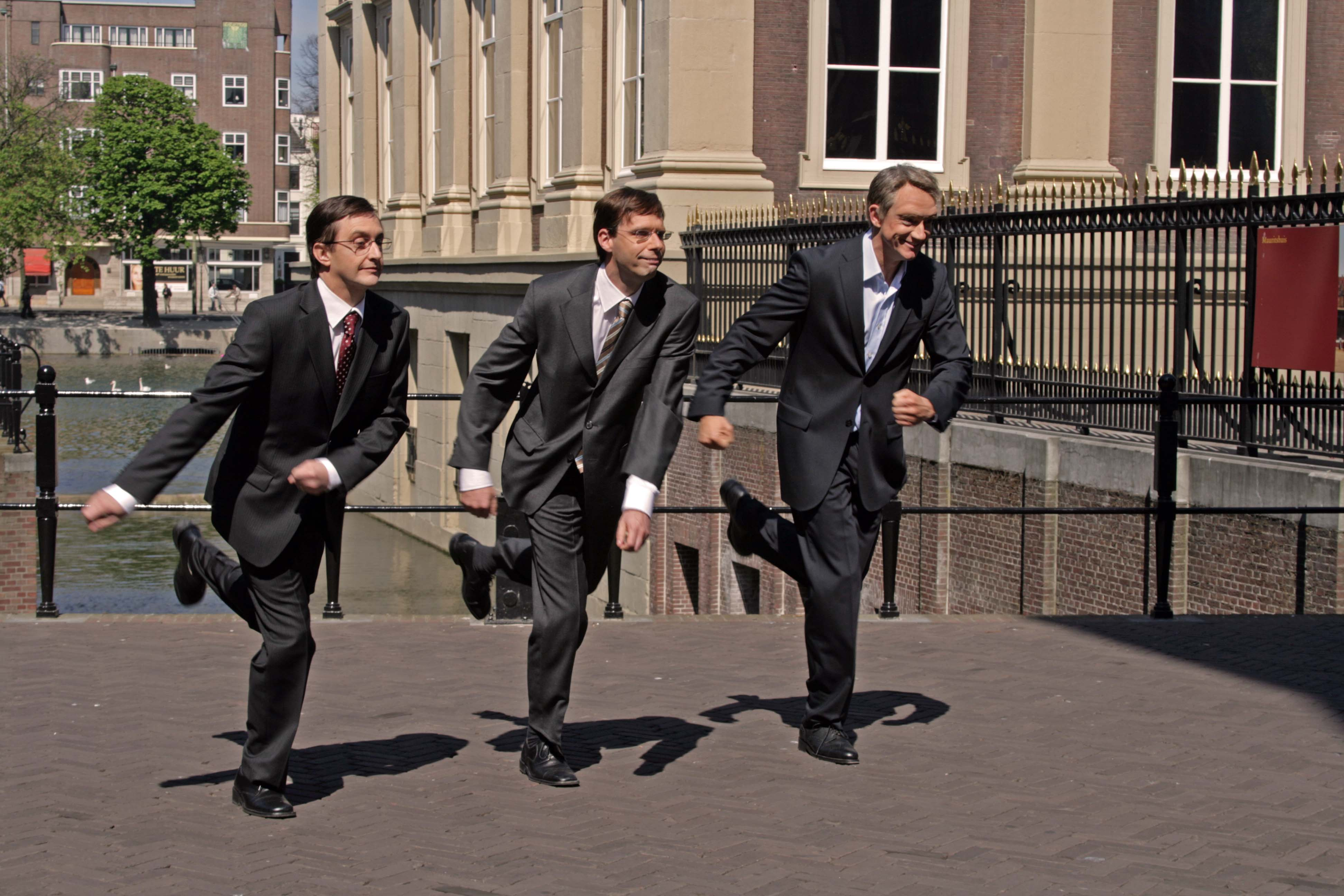
Ejemplo de jumpstyle.

Jumpstyle es estilo de baile y género musical vinculados a la música electrónica y oriundos de la Europa Occidental. Nació a principios de los noventa en Bélgica como una variante más lenta del hardcore y hard trance (rave), los orígenes del jumpstyle se remontan a principios de la década de 1990 con obras que ahora podrían describirse como jumpstyle con títulos como Pullover de Speedy J lanzado en 1991, Catwalk de T99 lanzado en 1991, Green Angel de The Effect lanzado en 1992, Animals (Remix) de Yves Deruyter lanzado en 1993, Woops de Bounty-Hunter lanzado en 1993 (y remezclar por Binum en 2006), Belgium Jump  de Dream Your Dream lanzado en 1993 (Dream Your Dream se inspiró en la canción La (New) Beat de Grand Jojo lanzada en 1989), tras lo cual entró en los Países Bajos, donde con la ayuda de Patrick Jumpen (productor n.º 1 de música Jump en 2006) se favoreció su expansión por gran parte de Europa.
El jumpstyle se caracteriza por un ritmo rápido y un juego de pies muy dinámico e intenso, compuesto de toda clase de giros, patadas y saltos. Se le atribuyó el nombre de jumpstyle debido a estas características y a los fuertes bajos encargados de marcar el ritmo, aunque los términos jump (salto en español) y jumpen (unión del término jump- (inglés) y el sufijo -en (holandés)) también se utilizan indistintamente.

## Historia
El Jumpstyle (música) es originario de Bélgica y se inició en 1991. No consiguió popularidad y no duró mucho tiempo a diferencia de otros estilos electrónicos musicales; sin embargo, volvió al público a manos de Holanda y se está haciendo popular a través de toda Europa. El primer nombre de este género musical fue Jump, cuando se introdujo por primera vez al mundo, pero tuvo un cambio significativo en los Países Bajos a principios del 2000 que pasó a llamarse Jumpstyle y se le añadió la terminación -en. Patrick Jumpen también ha sido el responsable del (por ahora) pequeño movimiento de baile que surgió también en 2006 el cual, actualmente, se

## Estilos de baile
Aunque se denominen como estilos distintos, no dejan de ser Jumpstyle. El cambio de nombre no es más que la excusa que se le ha ido dando en cuanto a la evolución con el paso de los años, cada uno con sus propios pasos básicos y su estructura, siendo las piernas el componente más importante en cada uno de ellos.
- Oldschool — Formado por algunos de los primeros pasos creados en Europa. Son pasos sencillos y básicos con los cuales se ha favorecido la extensión del baile, ya que son rápidos y fáciles de aprender. Hay un gran número de tutoriales para aprender por todo Internet. (Paso básico de 5 toques)
- Hardjump — Es el nombre que reciben los primeros cambios de base en el Jumpstyle. Se aprendieron nuevas combinaciones y transiciones y el paso básico paso a tener 6 toques, cambiando la postura volviéndose un baile más acorde a un nuevo estilo de música, más rápido y más fuerte, el cual es mucho más utilizado que el estilo de música Jumpstyle llamado Hardstyle.
- Sidejump — Una nueva corriente en el baile, con muchísimas más transiciones y combinaciones, donde los pasos básicos empezaron a brillar por su ausencia, aparecieron nuevas rotaciones y hubo un fuerte cambio en la velocidad del baile, mas en creencia de muchos, lo importante no era solo innovar en pasos, si no conseguir plasmarlos en estilo y ritmo de Hardstyle lo cual, era mucho más difícil que con el Hardjump, por lo que no tuvo muy buena acogida por mucha gente, ya que se veían errores como que los Jumpers perdían el ritmo. A diferencia de su predecesor, no ha sido un estilo tan aclamado y hoy en día, pocas referencias hay sobre el Sidejump, ya que la consecuencia de la innovación ha pasado a llamarse Ownstyle. (Básico de 4 toques)
- Hardfreestyle — Es la unión del estilo y postura del Hardjump con la adherencia de nuevos pasos, inventados y utilizados en otros bailes como la famosa Key. Un camino intermedio entre el Hardjump y el Sidejump, más cómodo y enérgico para bailar. (Básico de Hardjump y Sidejump)
- Ownstyle — Respecto a este término hay muchas opiniones. Fue una etapa del Jumpstyle nacida en torno a 2007-2009 en Polonia. Actualmente es el estilo favorito de Jumpstyle en todo el mundo. Como el propio nombre indica, se denomina Estilo propio y es la etapa del baile con más innovación, más aún sabiendo que hoy en día sigue creciendo, siendo el sub-estilo de baile más valorado. Las transiciones comienzan a ser cada vez más vistosas, más perfectas y más complicadas. La unión de nuevos pasos y combinaciones de más estilos de baile como el Hip-Hop, el Ballet, etc., sin perder los movimientos básicos, elaborados con nuevas transiciones creadas dentro del estilo del Jumpstyle, las piernas no dejan de jugar el papel más importante pero actualmente las técnicas para bailar han ido mejorando, corrigiendo la postura de la espalda y los movimientos de brazos, los cuales ayudan a mantener el equilibrio. Apareció la tendencia de los llamados Spins ( vueltas en castellano), desde el suelo o en el aire. Cabe decir que cuando esta corriente comenzó, el Ownstyle era algo más especial, ya que las tendencias en el baile eran más limitadas, y cada Jumper se limitaba al estilo de preferencia en su propio país. Así como en España no se acabó de integrar del todo el Ownstyle hasta casi el 2011.Hoy en día cada uno encuentra su propia forma de bailar, así que casi se puede decir que todos bailan actualmente Ownstyle.
- Tekstyle — Potentes patadas, levantadas a gran altura al ritmo de una base parecida a la del Jump. Es un estilo bailado con música llamada TekStyle Jumpstyle (Industrial Jump). Es un estilo mucho menos apreciado que el Jumpstyle como género musical y de baile. No tiene mucha relación con la forma de bailar de su verdadero género, can básico y forma de bailar totalmente distinta.